# Winter League FIAF 1996
La Winter League FIAF 1996 è stata la dodicesima edizione del terzo livello del campionato italiano di football americano (seconda con la denominazione Winter League, quarta edizione a 8 giocatori); è stato organizzato dalla Federazione Italiana American Football.

## Regular season

### Classifica

#### Girone A
| Pos. | Squadra             | %V   | G | V | N | P | PF  | PS  |
| ---- | ------------------- | ---- | - | - | - | - | --- | --- |
| 1    | Red Falcons Liscate | .750 | 8 | 6 | 0 | 2 | 310 | 136 |
| 2    | Blacks Torino       | .625 | 8 | 5 | 0 | 3 | 225 | 178 |
| 3    | Kings Gallarate     | .375 | 8 | 3 | 0 | 5 | 158 | 189 |
| 4    | Praetorians Aosta   | .000 | 8 | 0 | 0 | 8 | 38  | 291 |

#### Girone B
| Pos. | Squadra          | %V    | G | V | N | P | PF  | PS  |
| ---- | ---------------- | ----- | - | - | - | - | --- | --- |
| 1    | Bengals Brescia  | 1.000 | 8 | 8 | 0 | 0 | 261 | 112 |
| 2    | Virtus Bologna   | .625  | 8 | 5 | 0 | 3 | 232 | 136 |
| 3    | Saints Padova    | .625  | 8 | 5 | 0 | 3 | 177 | 177 |
| 4    | Centauri Bologna | .000  | 8 | 0 | 0 | 8 | 120 | 302 |

#### Girone C
| Pos. | Squadra              | %V   | G | V | N | P | PF  | PS  |
| ---- | -------------------- | ---- | - | - | - | - | --- | --- |
| 1    | Green Waves Corbetta | .625 | 8 | 5 | 0 | 3 | 83  | 96  |
| 2    | Corsari Andora       | .500 | 8 | 4 | 0 | 4 | 160 | 128 |
| 3    | Bulls Magenta        | .250 | 8 | 2 | 0 | 6 | 136 | 238 |
| 4    | Rhinos Milano        | .125 | 8 | 1 | 0 | 7 | 134 | 169 |

#### Girone D
| Pos. | Squadra             | %V    | G | V | N | P | PF  | PS  |
| ---- | ------------------- | ----- | - | - | - | - | --- | --- |
| 1    | Hogs Reggio Emilia  | 1.000 | 8 | 8 | 0 | 0 | 170 | 67  |
| 2    | Red Jackets Sarzana | .625  | 8 | 5 | 0 | 3 | 146 | 124 |
| 3    | Vipers Modena       | .500  | 8 | 4 | 0 | 4 | 191 | 200 |
| 4    | Etruschi Livorno    | .375  | 8 | 3 | 0 | 5 | 122 | 120 |

#### Girone E
| Pos. | Squadra               | %V   | G | V | N | P | PF  | PS  |
| ---- | --------------------- | ---- | - | - | - | - | --- | --- |
| 1    | Royal Dodgers Caserta | .833 | 6 | 5 | 0 | 1 | 258 | 112 |
| 2    | Marines Ostia         | .833 | 6 | 5 | 0 | 1 | 183 | 71  |
| 3    | Sharks Palermo        | .333 | 6 | 2 | 0 | 4 | 125 | 221 |
| 4    | Blackstars Palermo    | .000 | 6 | 0 | 0 | 6 | 70  | 232 |

## Playoff
Accedono ai playoff le prime di ogni girone e le tre migliori seconde.
|  | Quarti di finale | Quarti di finale      | Quarti di finale    |                 |                     | Semifinali      | Semifinali | Semifinali |  |  | III Eightbowl | III Eightbowl  | III Eightbowl |
|  |                  |                       |                     |                 |                     |                 |            |            |  |  |               |                |               |
|  | 1E               | Royal Dodgers Caserta | 22                  |                 |                     |                 |            |            |  |  |               |                |               |
|  | 2B               | Virtus Bologna        | 38                  |                 |                     |                 |            |            |  |  |               |                |               |
|  | 2B               | Virtus Bologna        | 38                  |                 | 2B                  | Virtus Bologna  | 15         |            |  |  |               |                |               |
|  |                  |                       |                     |                 | 2B                  | Virtus Bologna  | 15         |            |  |  |               |                |               |
|  |                  | 1D                    | Hogs Reggio Emilia  | 7               |                     |                 |            |            |  |  |               |                |               |
|  | 1D               | 1D                    | Hogs Reggio Emilia  | 7               | Hogs Reggio Emilia  | 7               |            |            |  |  |               |                |               |
|  | 1D               |                       |                     |                 | Hogs Reggio Emilia  | 7               |            |            |  |  |               |                |               |
|  | 2E               | Marines Ostia         | 6                   |                 |                     |                 |            |            |  |  |               |                |               |
|  |                  |                       |                     |                 |                     |                 |            |            |  |  | 2B            | Virtus Bologna | 9             |
|  |                  |                       | 1B                  | Bengals Brescia | 29                  |                 |            |            |  |  |               |                |               |
|  | 1B               | Bengals Brescia       | 37                  |                 |                     |                 |            |            |  |  |               |                |               |
|  | 2D               | Red Jackets Sarzana   | 12                  |                 |                     |                 |            |            |  |  |               |                |               |
|  | 2D               | Red Jackets Sarzana   | 12                  |                 | 1B                  | Bengals Brescia | 30         |            |  |  |               |                |               |
|  |                  |                       |                     |                 | 1B                  | Bengals Brescia | 30         |            |  |  |               |                |               |
|  |                  | 1A                    | Red Falcons Liscate | 14              |                     |                 |            |            |  |  |               |                |               |
|  | 1A               | 1A                    | Red Falcons Liscate | 14              | Red Falcons Liscate | 34              |            |            |  |  |               |                |               |
|  | 1A               |                       |                     |                 | Red Falcons Liscate | 34              |            |            |  |  |               |                |               |
|  | 1C               | Green Waves Corbetta  | 0                   |                 |                     |                 |            |            |  |  |               |                |               |

### V Snowbowl
Il V Snowbowl si è disputato il 26 gennaio 1997 allo Stadio Tre Stelle di Desenzano del Garda. L'incontro è stato vinto dai Bengals Brescia sulla Virtus Bologna con il risultato di 29 a 9.

## Verdetti
- Bengals Brescia vincitori dello Snowbowl.